# Associazione Calcio Meda 1913 1999-2000
Questa voce raccoglie le informazioni riguardanti  l'Associazione Calcio Meda 1913 nelle competizioni ufficiali della stagione 1999-2000.

## Rosa
| N. |                   | Ruolo | Calciatore           |
| -- | ----------------- | ----- | -------------------- |
|    | Italia (bandiera) | C     | Alessandro Amato     |
|    | Italia (bandiera) | A     | Alessio Battaglino   |
|    | Italia (bandiera) |       | Cadei                |
|    | Italia (bandiera) | C     | Daniele Corti        |
|    | Italia (bandiera) | A     | Daniele Degano       |
|    | Italia (bandiera) | D     | Riccardo De Luca     |
|    | Italia (bandiera) | D     | Marco Esposito       |
|    | Italia (bandiera) | C     | Daniele Galimberti   |
|    | Italia (bandiera) | C     | Alessandro Imberti   |
|    | Italia (bandiera) | C     | Alessandro Locatelli |
|    | Italia (bandiera) | C     | Alessandro Mariani   |
|    | Italia (bandiera) | C     | Stefano Mauri        |

| N. |                   | Ruolo | Calciatore            |
| -- | ----------------- | ----- | --------------------- |
|    | Italia (bandiera) | A     | Aniello Nino          |
|    | Italia (bandiera) | C     | Ottaviano Nisi        |
|    | Italia (bandiera) | C     | Egidio Notaristefano  |
|    | Italia (bandiera) | C     | Alessandro Palumbieri |
|    | Italia (bandiera) | P     | Andrea Pansera        |
|    | Italia (bandiera) | D     | Raffaele Radice       |
|    | Italia (bandiera) | C     | Filippo Romanò        |
|    | Italia (bandiera) | A     | Giovanni Russo        |
|    | Italia (bandiera) | P     | Andrea Spreafico      |
|    | Italia (bandiera) | A     | Gaetano Valente       |
|    | Italia (bandiera) | D     | Nicola Valenti        |
|    | Italia (bandiera) | D     | Marco Viganò          |